# Grotta Nera (Slovenia)
La Grotta Nera (in sloveno Črna jama), in passato nota anche come grotta Maddalena, è una grotta carsica situata nel mezzo di un altopiano carsico boscoso, 3 km a nord-ovest di Postumia, in Slovenia.

## Storia
Gran parte della grotta, lunga 3294 m, era conosciuta già nel Medioevo, quando vi venivano condotti i visitatori di Postumia. Un documento storico registra la visita di Johann Weichart Valvasor.
Nel 1793 le concrezioni della grotta erano descritte "bianche come la neve", cosicché si ritiene che l'attuale colore nero sia attribuibile al fumo e alla fuliggine degli incendi del bosco circostante l'ingresso nel corso degli ultimi secoli, aggravato dal fatto che la grotta non ha altre vie d'uscita.
Dopo la scoperta delle parti interne delle Grotte di Postumia nel 1818, per molto tempo la Grotta Nera è stata considerata meno interessante dai visitatori. Tra le due guerre mondiali, la Grotta Nera era collegata tramite una galleria alla parte principale delle Grotte di Postumia e della Piuca. Successivamente, gli speleologi hanno trovato collegamenti naturali con altre parti delle Grotte di Postumia.
Nel 1944 un gruppo di partigiani attraversò la Grotta Nera, dando poi fuoco a un deposito di benzina militare tedesco nelle parti dell'ingresso delle Grotte di Postumia. Attraverso lo stesso ingresso, i sabotatori tornarono tranquillamente in superficie.
La grotta è menzionata anche nel film sloveno in bianco e nero Ne joči, Peter (Non piangere, Pietro) del 1964, dove la scoperta della grotta è stata attribuita al bambino Peter, che vi cadde inavvertitamente.
La grotta è oggi illuminata e predisposta per visite turistiche guidate.

## Descrizione
L'ingresso della grotta si apre in fondo ad una grande dolina franata, accessibile sulla strada da Postumia passando per Ottocco Grande (Veliki Otok) ed è anche uno degli ingressi al sistema di grotte del tratto sotterraneo del fiume Piuca. Inizialmente era conosciuta come una grotta indipendente, successivamente è stata collegata al sistema di grotte unificato delle Grotte di Postumia a seguito di nuove esplorazioni e scoperte. La grotta ha grandi sale e cunicoli orizzontali, con grandi stalattiti scure che hanno dato il nome alla grotta.